# (37012) 2000 TP51
2000 TP51 (asteroide 37012) é um asteroide da cintura principal. Possui uma excentricidade de 0.14064340 e uma inclinação de 11.84217º.
Este asteroide foi descoberto no dia 1 de outubro de 2000 por LINEAR em Socorro.